# Zack de la Rocha
Zack de la Rocha (* 12. Januar 1970 in Long Beach, Kalifornien als Zacarías Manuel de la Rocha) ist ein US-amerikanischer Musiker, der als Sänger für die Musikgruppe Rage Against the Machine berühmt wurde.

## Leben

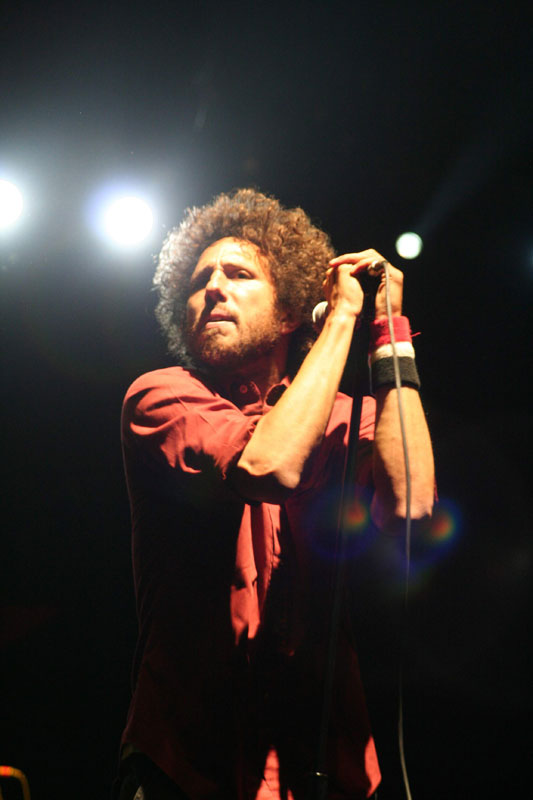
Zack de la Rocha live beim Coachella Valley Music and Arts Festival 2007

De la Rocha wuchs in Long Beach, Kalifornien auf und wurde nach der Scheidung der Eltern von seiner Mutter alleine erzogen. Dennoch prägte ihn die jüdische Herkunft seines Vaters, des Malers Roberto de la Rocha.
In seiner Teenagerzeit hörte er Bands wie Bad Religion, die Bad Brains oder Sex Pistols und beteiligte sich an der Punk- und Hardcoreszene. Er spielte Gitarre in den Hardcorebands Hardstance und Farside und Schlagzeug bei No For An Answer. Später war er Mitgründer der Band Inside Out. Sie produzierten 1990 die EP No Spiritual Surrender und tourten durch Kalifornien. De la Rocha knüpfte Verbindungen zu Hip-Hop-Künstlern wie Public Enemy, KRS-One und Run-D.M.C. Nachdem sich Inside Out aufgelöst hatte, versuchte er, eine eigene Hip-Hop-Karriere aufzubauen und begann mit Freestyle-Rappen in Clubs. Mit Tom Morello, Brad Wilk und Tim Commerford gründete er die Band Rage Against the Machine, mit der er bekannt wurde.
In de la Rochas Texten geht es um soziale, politische aber auch persönliche Probleme. Politisch ist er links eingestellt, was auch aus seiner Kritik an der US-Regierung herauszuhören ist. Er engagierte sich als Sänger bei Rage Against The Machine, bei Veranstaltungen, Demonstrationen und in Reden. Er setzte sich unter anderem für die Zapatistas in Mexiko, für den wegen Polizistenmord zum Tode verurteilten Mumia Abu-Jamal und für vom Staat schlecht behandelte Bauern in Kalifornien ein.
Im Jahr 2000 verließ Zack Rage Against The Machine auf Grund von Differenzen innerhalb der Band. Die anderen Bandmitglieder gründeten mit dem Soundgarden-Sänger Chris Cornell die neue Band Audioslave.
De La Rocha arbeitete danach an seinem Hip-Hop-Soloalbum. Er veröffentlichte ein Irakkrieg-kritisches Lied, das kostenlos auf seiner damaligen Website zur Verfügung gestellt wurde und den Song We Want It All, den er als Soundtrack für Michael Moores Film Fahrenheit 9/11 mit Nine-Inch-Nails-Chef Trent Reznor aufgenommen hat.
2007 schloss er sich wieder mit Rage Against the Machine zusammen, und die Band ging mit Wu-Tang Clan auf Tour. 2008 spielten sie einige Konzerte in Europa.
Im Jahr 2008 kündigte er an als One Day as a Lion mit Jon Philip Theodore, dem ehemaligen Schlagzeuger von The Mars Volta, zusammenzuarbeiten. Der Namensgeber für die Band war ein Foto von 1970, das eine Mauer in Boyle Heights, einem Latinoviertel von Los Angeles, mit dem Schriftzug „It's better to live one day as a lion, than a thousand years as a lamb“ zeigt. Eine EP wurde am 22. Juli 2008 im Independent-Label ANTI-Records veröffentlicht. Sie besteht aus insgesamt fünf Titeln mit den Namen: „Wild International“, „Ocean View“, „Last Letter“, „If You Fear Dying“ und „One Day as a Lion“. Die Single Wild International erschien kurz darauf. Im Jahr 2011 wurde die Band schließlich aufgelöst.
Aufgrund der Nummer-1-Platzierung zu Weihnachten 2009 in England spielten RATM 2010 einige Headlinershows im Finsbury Park in Europa. Sie spielten zudem eine kostenlose „Victory“-Show in England. Um diese zu finanzieren, gab es um den Termin herum weitere Konzerte, z. B. als Headliner bei „Rock am Ring“ und „Rock im Park“, Arnheim (NL) und dem „Reading Festival“.
2012 stand Zack de la Rocha auf dem Coachella-Festival bei dem Set von DJ Shadow auf der Bühne, um den gemeinsamen Song „March of Death“ zu singen.
2014 nahm Zack den Song Close Your Eyes (and Count to Fuck)  mit dem Rapper-Duo Run the Jewels auf. Der Song erschien als Single und auf ihrem Album Run the Jewels 2. Seitdem trat Zack de la Rocha mit dem Song dreimal live zusammen mit dem Duo auf. Außerdem war er im dazugehörigen Musikvideo zu sehen.
Im Jahr 2016 nahm Zack ein weiteres Mal mit Run the Jewels einen Song mit dem Titel A Report To The Shareholders / Kill Your Masters auf, der auf ihrem Album Run the Jewels 3 erschien.

## Diskographie

### Mit Rage Against the Machine (Alben)
- 1992: Rage Against the Machine
- 1996: Evil Empire
- 1999: The Battle of Los Angeles
- 2000: Renegades
- 2003: Live at the Grand Olympic Auditorium

### Sonstiges
- 1988: Face Reality, Workshed Records / 1991 Conversion Record (EP von Hard Stance)
- 1990: No Spiritual Surrender, Revelation Records (EP von Inside Out)
- 2008: One Day as a Lion, ANTI-Records (Vertrieb: Epitaph Records) (EP von One Day as a Lion)
- 2016: Digging for Windows (Single)